# Morzewo (województwo wielkopolskie)
Morzewo – wieś w Polsce położona w województwie wielkopolskim, w powiecie pilskim, w gminie Kaczory. W latach 1975–1998 miejscowość administracyjnie należała do województwa pilskiego.
W Morzewie znajduje się szkoła podstawowa (w dwóch budynkach: dla klas 1–3 oraz 4–6). 31 sierpnia 2015 uchwałą rady gminy Kaczory szkoła podstawowa została zamknięta.
Jest tu także kościół parafialny pw. Przemienienia Pańskiego. Na cmentarzu znajduje się kamień przywieziony z Ziemi Świętej.

## Historia miejscowości
Nazwa wsi przypuszczalnie pochodzi od imienia Morz lub Morzysław, albo od słowiańskiego ludu Morzyców zamieszkałych na terenie Pomorza. Należy do typu wsi tworzonych w XIII-XIV wieku w zwartej, owalnej zabudowie. Mimo wielokrotnych przekształceń zachowało się wiele elementów pierwotnej zabudowy, jak na przykład granice wsi, drogi, czy usytuowanie parcel budowlanych. Nie jest znany przywilej lokacyjny wsi. O słowiańskim pochodzeniu miejscowości świadczą długo utrzymujące się staropolskie nazwy pobliskich uroczysk i łąk. Według Przemysława Szafrana pierwszy zapis źródłowy odnoszący się do Morzewa pochodzi z 1455 roku, a więc czasów Kazimierza Jagiellończyka i wojny trzynastoletniej. W innych źródłach podaje się fakty świadczące o wcześniejszym pochodzeniu miejscowości: już w roku 1400 ród rycerski Pałuków herbu Topor władał okolicami Morzewa, a Jakusz Kusz dokonał zamiany dóbr z Piotrem z Wysokiej, a jedną z nabytych części była ćwierć Morzewa. Od Średniowiecza do połowy XIX wieku Morzewo było wsią szlachecką, graniczącą od północy i zachodu z dobrami królewskimi. Jej obszar uprawny w 1511 r. wynosił 18 łanów, potem przejściowo zmalał do 11 łanów, aby w latach 1578-1581 wzrosnąć do 24 łanów. W roku 1618 tereny uprawowe zmalały do 20 łanów kmiecych.
W 1612 r. w Morzewie powstała parafia Przemienienia Pańskiego.
Od 15 stycznia 1772 r. Morzewo znalazło się w zaborze pruskim, z czym związane były fiskalne posunięcia rządu pruskiego niekorzystne dla ludności polskiej. Po wybudowaniu Kanału Bydgoskiego w 1774 r. oraz melioracjach w dolinie Noteci w 1798 r. sytuacja ekonomiczna Morzewa poprawiła się. Działania władz pruskich w latach 1807-1823 spowodowały zniesienie poddaństwa osobistego (1807) i uwłaszczenie chłopów morzewskich 11 listopada 1838.
W 1868 r. z inicjatywy ks. Leona Klarowicza powstało kółko rolnicze w Morzewie. W ciągu roku zapisało się do niego 61 członków, z czego 10 nie opłacało kwartalnych składek członkowskich (25 fenigów). Prezesem został ksiądz Klarowicz, wiceprezesem Walenty Kozak z Morzewa, sekretarzem Antoni Kranz z Dziembowa, a skarbnikiem Józef Kaja. W 1913 r. zmieniono władze kółka. Księdza Klarowicza zastąpił prezes kółka z Rzadkowa K. Kaczorowski, wiceprezesem został Andrzej Zabel z Morzewa, a skarbnikiem i sekretarzem odpowiednio Władysław Dahlke i Michał Kłos, obaj z Morzewa.
Około 1885 r. Morzewo liczyło 705 mieszkańców, w tym 5 ewangelików, 693 katolików i 7 żydów. 166 mieszkańców było analfabetami. Parafia w Morzewie była bardzo aktywna w obronie języka polskiego w czasach, gdy Cesarstwo Niemieckie prowadziło politykę germanizacyjną. Na terenie parafii istniały dwa Katolickie Towarzystwa Robotników Polskich. Proboszcz popierał polskich kandydatów do parlamentu niemieckiego. Przy kościele wikariuszem był m.in. Roman Dadaczyński, późniejszy powstaniec wielkopolski. 12 maja 1913 roku odbyło się w Morzewie zebranie wyborcze, po którym za przemówienie patriotyczne przed sądem został postawiony wikary parafii w Margoninie, ksiądz W. Bajerowicz.
W listopadzie 1918 roku, po odzyskaniu przez Polskę niepodległości, w pobliskim Rzadkowie zwołano wiec polski, na którym apelowano o ofiary na rzecz Naczelnej Rady Ludowej w Poznaniu oraz o tworzenie Straży Ludowych. Straż została założona przez ówczesnego proboszcza morzewskiego, ks. Józefa Smolińskiego. Została ona jednak szybko rozwiązana przez władze niemieckie. W czasie powstania wielkopolskiego Morzewo zostało przez grenzschutz odcięte od terenów objętych powstaniem. Patriotyczna młodzież przekraczała jednak linię demarkacyjną i wstępowała do wojsk powstańczych. Byli to między innymi mieszkańcy Morzewa: Antoni Zabel, J. Gapiński, F. Kozera. Po wejściu w życie traktatu wersalskiego Morzewo weszło w skład Rzeczypospolitej Polskiej.
W czasie okupacji hitlerowskiej ludność polska Morzewa i okolic została wysiedlona do pracy w Niemczech lub do Generalnym Gubernatorstwie, a inteligencja polska wyniszczona bądź bezpośrednimi egzekucjami, bądź poprzez zesłanie do obozów koncentracyjnych.

## Mord na Wzgórzach Morzewskich
Niedaleko Morzewa, nad brzegiem Noteci, na tak zwanych Wzgórzach Morzewskich, znajduje się grób zbiorowy (41 osób) inteligencji polskiej, rozstrzelanej 7 listopada 1939 roku przez Niemców. Gdy w 1944 roku zbliżały się wojska radzieckie, Niemcy ekshumowali ciała ofiar i spalili je w celu zatarcia śladów. Nie wiedzieli, że Antoni Zabel, szwagier jednego z zabitych, Władysława Kai, kierownika szkoły w Budzyniu, obserwował rozstrzelanie ukryty w kopie siana. Jeszcze tego samego dnia wieczorem Joanna Kaja, żona Władysława, dowiedziała się o tragedii (przebywała wtedy z trójką dzieci w domu brata ok. 1 km od miejsca mordu).
W 2013 postawiono nowe tablice upamiętniające mord na Wzgórzach Morzewskich.

## Zabytki
- Kościół parafialny
- Cmentarz katolicki
- Miejsce Pamięci Narodowej 1939 r. (Wzgórza Morzewskie)